# ایدلوی علیا
ایدلوی علیا، روستایی است از توابع بخش مرکزی شهرستان چایپاره استان آذربایجان غربی ایران .

## جمعیت
این روستا در دهستان چورس قرار داشته و براساس سرشماری مرکز آمار ایران در سال ۱۳۹۵، جمعیت این روستا برابر با ۲۹ نفر (۱۱ خانوار) بوده‌است. 